# Biernatki Dominium
Biernatki Dominium - wąskotorowy kolejowy przystanek osobowy we wsi Góry Zborowskie, w gminie Żelazków, w powiecie kaliskim, w województwie wielkopolskim, w Polsce. Został zbudowany w latach 1914-1917 razem z linią do Turku. Od czerwca 2002 roku jest używany w ruchu towarowym. Należy do Kaliskiej Kolei Dojazdowej. Obecnym jej operatorem jest Stowarzyszenie Kolejowych Przewozów Lokalnych